# Operazione Atlantic
L'operazione Atlantic fu un'operazione dell'esercito canadese durante la battaglia di Normandia. L'operazione durò dal 18 al 21 luglio 1944, presso la città di Caen, proprio durante l'operazione Goodwood, l'operazione britannica iniziata per catturare la parte ovest della città. L'obiettivo dell'operazione Atlantic era di catturare l'area est di Caen e rendere sicura la zona a ovest del fiume Orne.

## Antefatti
Lo sbarco del 6 giugno fu, nel complesso, un grande successo. Tale successo fu dovuto per buona parte nell'aver convinto i tedeschi che vi sarebbe stato un'ulteriore sbarco, più massiccio, presso Calais. Il vantaggio prodotto da questa condizione svani non appena i tedeschi si resero conto che non vi sarebbe stato alcuno successivo sbarco. Secondo i piani alleati i britannici avrebbero dovuto conquistare Caen nelle prime ore dopo lo sbarco ma ciò non avvenne e i rinforzi tedeschi costrinsero i britannici ad avanzare lentamente e cautamente. Per prendere la città, il generale Bernard Montgomery ordinò ai suoi sottoposti di ideare una serie di operazioni e manovre per conquistare il più rapidamente possibile la città. L'operazione Atlantic fu una di queste.

## Piano
Il 10 luglio Montgomery incontrò Miles Dempsey, comandante della 2ª Armata britannica, e Omar Bradley, comandante della 1ª Armata statunitense. Durante la riunione si confermò l'inizio dell'operazione Cobra (nella quale gli americani avrebbero sfondato le linee tedesche, diretti verso la Bretagna) e dell'operazione Goodwood (la cattura di Caen per mani britanniche). L'operazione Atlantic fece parte dell'attacco a Caen e fu assegnato al 2º Corpo d'Armata canadese, il quale dove catturare l'acciaieria presso Colombelles e la zona est di Caen che i britannici avevano già liberato. Il 2º Corpo sarebbe avanzato inoltre verso la cresta Verrières, strategicamente importante, qualche chilometro a sud della città.

## Battaglia

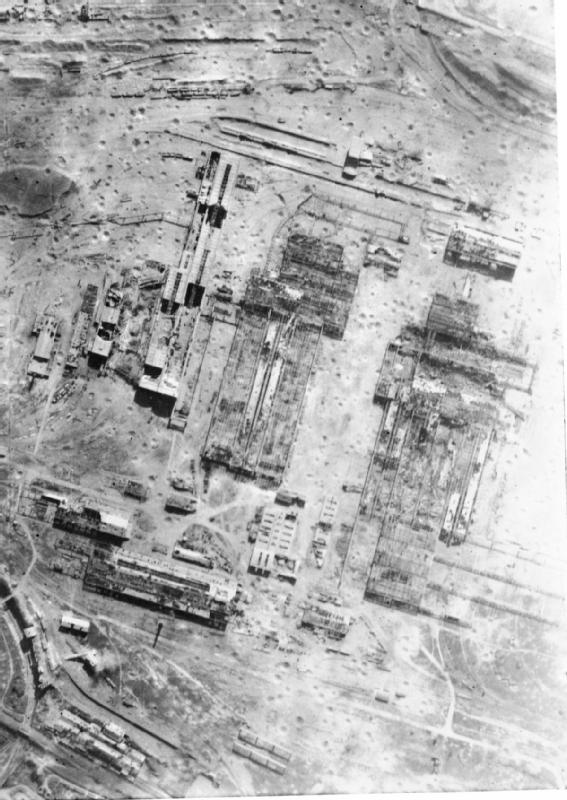
L'acciaieria di Colombelles dopo il bombardamento del 18 luglio

Come pianificato, l'attacco ebbe inizio il 18 luglio. Il 20 luglio, i canadesi avevano già il controllo dell'acciaieria e della zona est di Caen, così iniziarono l'avanzata verso la cresta a sud. I 30 metri d'altitudine della collina erano però pesantemente difesi. I tedeschi avevano posizionato sul colle truppe esperte del 1º Corpo d'Armata Panzer SS, oltre a carri Tiger, pezzi d'artiglieria e mortai. Ai canadesi era stato promesso il supporto aereo degli Hawker Typhoon, i cacciabombardieri della RAF, che erano in grado di perforare con i loro cannoni anche le corazze dei Tiger ma il clima fu dalla parte dei tedeschi. La 6ª Brigata del generale Young con la brigata Essex Scottish avanzarono verso sud diretti sull'Orne e sulla cresta Verrières mentre sul fianco destro dell'avanzata la 2ª Divisione canadese Queens own Camerom Highlanders si aprirono la strada verso Saint-André-sur-Orne dove rimasero nonostante i bombardamenti d'artiglieria e i contrattacchi tedeschi. Sul fianco sinistro, la brigata Les Fusiliers Mont Royal ebbero qualche difficoltà nel prendere possesso delle fattorie Beauvoir e Troteval mentre il reggimento South Saskatchewan dovette affrontare la strada più lunga trovandosi al centro del fronte ed affacciandosi direttamente sul rilievo di Verrières. La pioggia bloccò la missione degli aerei di supporto costringendo al maggiore Matthews, l'ufficiale comandante del reggimento, ad usare ogni arma anticarro possibile non appena furono individuati i primi carri tedeschi attraverso il fumo. I carri tedeschi sfondarono le linee canadesi uccidendo più di 60 canadesi e ferendo o prendendo prigionieri 142 uomini mentre i soldati rimasti dovettero ritirarsi. Questi ultimi incontrarono gli uomini un battaglione dell'Essex Scottish; due compagnie del battaglione fuggirono non appena videro gli inseguitori ma gli altri restarono affrontando la fanteria e i corazzati tedeschi, riuscendo in qualche modo a fermare la loro avanzata. I canadesi subirono, così, pesanti perdite durante l'attacco e furono respinti oltre le linee iniziali dal successivo contrattacco tedesco. I canadesi consolidarono le loro posizioni il 21 luglio subendo però ancora una volta 
pesanti perdite per via del pessimo clima che tenne ancora sulla pista gli aerei britannici. I tedeschi attaccarono nuovamente contro gli uomini dell'Essex Scottish sfondando le difese canadesi. La fattoria Troleval degli uomini del Mont Royal cadde e la brigata stessa di Young rischiò il disastro se egli stesso, al comando dei Black Watch non fosse giunto da Ifs, riuscendo a fermare l'avanzata tedesca. La collina Verrières rimase nelle mani tedesche.

## Conseguenze
Durante l'operazione 1 349 canadesi rimasero feriti o uccisi (circa 200 solo nel tentativo di conquistare la collina). Il 2º Corpo canadese fu subito impiegato nella successiva operazione Spring. Questa fu un'operazione d'attacco preventivo verso la collina per tenere occupati i tedeschi mentre gli americani attaccavano a ovest (operazione Cobra). Entro la fine di luglio circa 2 600 canadesi persero la vita negli scontri per la collina Verrières. Questi scontri convinsero però i tedeschi che il fronte principale d'avanzata alleato fosse quello di Caen, distraendosi così dalle manovre americane verso ovest.